# Truman Wesley Collins Jogi Központ
A Truman Wesley Collins Jogi Központ a Willamette Egyetem Jogi Főiskolájának székhelye az Amerikai Egyesült Államok Oregon államának Salem városában, a Kapitóliummal szemközt. Az épületben tantermek és szimulációs tárgyalóterem is van.
A megyei bíróság régi épületének lebontásakor ide került át a Lady Justice szobor.

## Története
Az 1,1 millió dollárból épült létesítményt 1967 szeptemberében adták át. Névadója Truman W. Collins filantróp és üzletember, az egyetem öregdiákja.
1992-ben díjnyertes átalakításon esett át. Sandra Day O’Connor, a Legfelsőbb Bíróság egykori bírója az átadón mondott beszédében a jogi hivatást választókat a civilizált viselkedés fontosságára emlékeztette. 2005 decemberében a megyei bíróság épületének sérülése egy tárgyalást a szimulációs ülésteremben folytattak le.

## Fordítás
- Ez a szócikk részben vagy egészben  a   Truman Wesley Collins Legal Center című angol Wikipédia-szócikk ezen változatának fordításán alapul.  Az eredeti cikk szerkesztőit annak laptörténete sorolja fel. Ez a jelzés csupán a megfogalmazás eredetét és a szerzői jogokat jelzi, nem szolgál a cikkben szereplő információk forrásmegjelöléseként.